# Uvularia floridana
Uvularia floridana är en tidlöseväxtart som beskrevs av Alvin Wentworth Chapman. Uvularia floridana ingår i släktet Uvularia och familjen tidlöseväxter. Inga underarter finns listade i Catalogue of Life.